# Universidade San Pablo CEU
A Universidade San Pablo CEU é uma universidade privada espanhola localizada em Madrid. Pertence à Associação Católica de Propagandistas.

## História
A Universidade San Pablo CEU é uma universidade privada, reconhecida pela Lei Lei 8/1993 e criada pela Fundación Universitaria San Pablo CEU, obra da Asociación Católica de Propagandistas (ACdP).
O quadro legal que tornou possível a Universidade é constituído pelo artigo 27.6 da Constituição espanhola, que se concretiza na Lei de Reforma Universitária de 1983.
No dia 22 de fevereiro de 1994, foi inaugurada pelos Reis de Espanha.

## Campus
A Universidade San Pablo CEU possui dois campus, um campus localizado em Moncloa e outro em Montepríncipe.

### Faculdades e Escolas
Faculdades e escolas da Universidade San Pablo CEU:
| Faculdade / Escola                                 | Campus        |
| Faculdade de Direito                               | Moncloa       |
| Faculdade de Ciências Económicas e Empresariais    | Moncloa       |
| Faculdade de Humanidades e Ciências da Comunicação | Moncloa       |
| Faculdade de Medicina                              | Montepríncipe |
| Faculdade de Farmácia                              | Montepríncipe |
| Escola Politécnica Superior                        | Montepríncipe |